# وورد إز آوت
«وورد إز آوت» (بالإنجليزية: Word Is Out)‏ أو «انتشر الخبر» هي أحد أغاني الفنانة الأسترالية كايلي مينوغ. وهي من تأليف الثنائي الإنجليزي ستوك وواترمان على ألبوم مينوغ الرابع ليتس غيت تو إت (1991) وكانت أول أغنية منفردة يتم إصدارها من الألبوم. تم تصوير صورة الغلاف عن طريق إلين فون أوفيرث عام 1991 لصالح النسخة البريطانية من مجلة إسكواير.